# シャルル＝ウジェーヌ・ドロネー
シャルル＝ウジェーヌ・ドロネー（Charles-Eugène Delaunay、 1816年4月9日 - 1872年8月5日）は、フランスの天文学者・数学者である。 

## 人物
フランス、オーブ県のリュジニー・シュル・バルス（Lusigny-sur-Barse）で生まれた。1836年にエコール・ポリテクニークを首席で卒業。このとき、ラプラス夫人の寄付によって新設されたラプラス賞を受賞し、その賞品としてラプラス全集を授与された。このことが彼に天体力学への関心を持つに至らせた。ドロネーは、三体問題の特別なケースとして月の力学を研究し、1860年と1867年に、このテーマに関する900ページを超える書籍『太陰運動論 (La Théorie du mouvement de la lune)』2巻を出版した。この著作は、系のカオスを示唆しており、摂動理論におけるいわゆる「小さな分母」問題を明示していた。彼の考案した月の位置を求めるための無限級数式は収束が遅く実用的ではなかったが、関数解析や計算機代数の進歩に貢献した。1870年に王立天文学会ゴールドメダルを受賞した。1870年にユルバン・ルヴェリエの後任としてパリ天文台の台長に就任。普仏戦争やパリ・コミューンからパリ天文台を守った。1872年、シェルブール近くでヨットレース中に溺死した。

## 著書
- Cours élémentaire de mécanique (1850年)
- Traité de mécanique rationnelle (1856年)
- La Théorie du mouvement de la lune, 2 vols (1860-7)